# Mélodie avec orchestre
Pour les articles homonymes, voir mélodie (homonymie).

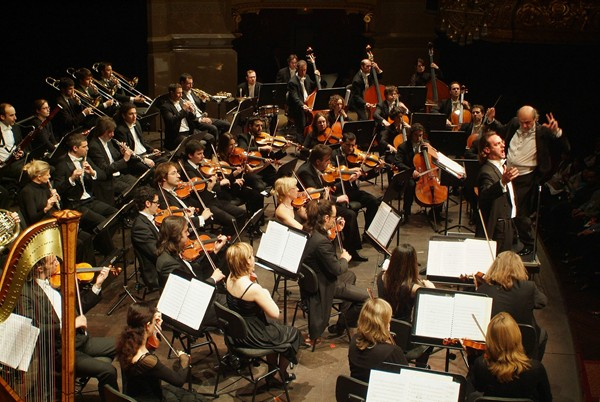
L'Orchestre de chambre de l'Empordà en concert, sous la direction de Carles Coll i Costa, au grand théâtre du Liceu de Barcelone, en 2007.

La mélodie avec orchestre (Orchestral Song en anglais, Orchesterlied en allemand) représente un genre de mélodie romantique et post-romantique en musique classique pour chant et orchestre symphonique ou orchestre de chambre.

## Histoire
Au XVIIIe siècle et au début du XIXe siècle, la cantate propose des ensembles instrumentaux variés pour accompagner la voix, dans l'esthétique de la musique baroque, sans l'aspect théâtral ou dramatique propre à une scène d'opéra.
En 1834, Berlioz orchestre La Captive puis, en 1856, les six mélodies du recueil des Nuits d'été initialement composé pour chant et piano et publié en 1841. Pierre-René Serna voit en Berlioz « dans ce domaine aussi, un inventeur : celui du genre de la mélodie avec orchestre, dont on ne relève aucun exemple avant lui ». Par la suite, Franz Liszt réalise un certain nombre de mélodies avec orchestre, répertoriées par le compositeur et musicologue anglais Humphrey Searle sous les références S.368 à 377 dans le catalogue de ses œuvres.
C'est avec Gustav Mahler que le genre de la mélodie avec orchestre atteint sa pleine expression, dans une tentative de « synthèse de ces genres en apparence inconciliables », selon Marc Vignal : la symphonie et le Lied.

## Cycles de mélodies avec orchestre

### En France
- Les Nuits d'été, op. 7 d'Hector Berlioz, sur des poèmes de Théophile Gautier ;
- Poème de l'amour et de la mer, op. 19 d'Ernest Chausson, sur des poèmes de Maurice Bouchor ;
- Shéhérazade, M.41 de Maurice Ravel, sur des poèmes de Tristan Klingsor ;
- Don Quichotte à Dulcinée, M.84 de Maurice Ravel, sur des poèmes de Paul Morand ;
- Trois poèmes de la jungle, op. 18 du Livre de la jungle de Charles Koechlin ;
- Offrandes, d'Edgard Varèse, sur des poèmes de Vicente Huidobro et de José Juan Tablada ;
- Trois Complaintes du soldat d'André Jolivet, sur des poèmes du compositeur ;
- Poèmes pour Mi d'Olivier Messiaen, sur des poèmes du compositeur ;
- Le Soleil des eaux de Pierre Boulez, sur des poèmes de René Char ;
- Pli selon pli de Pierre Boulez, sur des poèmes de Stéphane Mallarmé ;
- Correspondances d'Henri Dutilleux, sur des textes de Prithwindra Mukherjee, Alexandre Soljenitsyne, Rainer Maria Rilke et Vincent van Gogh ;
- Le Temps l'horloge d'Henri Dutilleux, sur des textes de Jean Tardieu et Robert Desnos.

### En Europe
- Wesendonck-Lieder de Richard Wagner, sur des poèmes de Mathilde Wesendonck
- Lieder eines fahrenden Gesellen de Gustav Mahler, sur des poèmes du compositeur
- Des Knaben Wunderhorn de Gustav Mahler, sur des poèmes du Knaben Wunderhorn
- Rückert-Lieder de Gustav Mahler, sur des poèmes de Friedrich Rückert
- Kindertotenlieder de Gustav Mahler, sur des poèmes de Friedrich Rückert
- Das Lied von der Erde de Gustav Mahler, sur des poèmes chinois traduits et adaptés par Hans Bethge
- Symphonie lyrique, op. 18 d'Alexander von Zemlinsky, sur des poèmes de Rabindranath Tagore
- Gurre-Lieder d'Arnold Schönberg, sur des poèmes de Jens Peter Jacobsen
- Altenberg Lieder d'Alban Berg, sur des textes de Peter Altenberg
- Nipponari H 68 de Bohuslav Martinů, sur des poèmes japonais
- Quatre Lieder, op. 13 d'Anton Webern sur des poèmes de Karl Kraus, Georg Trakl et deux poèmes chinois traduits par Hans Bethge
- Vier letzte Lieder, op. 150 de Richard Strauss, sur des poèmes de Hermann Hesse et Joseph von Eichendorff
- Chants d'amour de Hafiz, op. 26 de Karol Szymanowski
- Chants du muezzin passionné, op. 48 de Karol Szymanowski
- Chantefleurs et chantefables, de Witold Lutosławski, sur des poèmes de Robert Desnos

### En Russie
- Deux poèmes de Paul Verlaine, op. 9 d'Igor Stravinsky
- Suite sur des sonnets de Michel-Ange Buonarroti, op. 145 de Dmitri Chostakovitch, sur des poèmes de Michel-Ange

### En Angleterre et aux États-Unis
- Sea Drift (Delius) (en) de Frederick Delius, sur un poème de Walt Whitman
- Songs of Sunset (en) de Frederick Delius, sur des poèmes d'Ernest Dowson
- Vox Clamans in Deserto de Carl Ruggles

### Au Japon
- Coral Island de Tōru Takemitsu, sur des poèmes de Makoto Ōoka

## Mélodies individuelles avec orchestre
- La Captive, op. 12 d'Hector Berlioz, sur un poème de Victor Hugo ;
- L'Invitation au voyage et La Vie antérieure  d'Henri Duparc, sur des poèmes de Charles Baudelaire ;
- Koskenlaskijan morsianet op. 33, et Luonnotar op. 70 (sur un poème extrait du Kalevala) de Jean Sibelius ;
- La Menace, op. 9 d'Albert Roussel, sur un poème d'Henri de Régnier ;
- An die Hoffnung, op. 124 de Max Reger, sur un poème de Friedrich Hölderlin ;
- Nocturnal d'Edgard Varèse, sur un poème adapté d'Anaïs Nin ;
- Les Espaces du sommeil, de Witold Lutosławski, sur un poème de Robert Desnos.

## Mélodies avec orchestre de chambre
Les effectifs employés par Mahler pour accompagner certaines de ses mélodies sont loin d'être aussi nombreux que pour ses symphonies — pour les Rückert-Lieder, par exemple. Déjà, Berlioz réduisait ses effectifs aux dimensions d'un orchestre de chambre pour Les Nuits d'été. L'évolution de l'orchestre symphonique vers des ensembles instrumentaux plus réduits et individualisés se retrouve dans le domaine de la mélodie.
La création de Pierrot lunaire d'Arnold Schönberg, en 1912, représente un moment important dans cette évolution vers des effectifs de musique de chambre : l'œuvre est composée pour soprano (en sprechgesang) et six instruments : piano, flûte (aussi petite flûte), clarinette (aussi clarinette basse), violon , alto et violoncelle. La composition de mélodies pour chant et quelques instruments autres que le piano deviendra une pratique courante, notamment pour Anton Webern. Un exemple extrême est atteint en 1924 avec les Deux poèmes de Ronsard, op. 26 d'Albert Roussel pour ténor et flûte seule.

### En France
- Aubade, H. 78 d'Hector Berlioz pour ténor et sextuor de cuivres, sur un poème d'Alfred de Musset ;
- Chanson perpétuelle, op. 37 d'Ernest Chausson pour soprano, quatuor à cordes et piano, sur un poème de Charles Cros ;
- La Bonne Chanson, op. 61 de Gabriel Fauré pour soprano et quintette à cordes, sur des poèmes du recueil de Paul Verlaine ;
- Trois poèmes de Mallarmé, M. 64 de Maurice Ravel pour soprano, deux flûtes, deux clarinettes, piano et quatuor à cordes sur des poèmes de Stéphane Mallarmé ;
- Chansons madécasses, M. 78 de Maurice Ravel pour soprano, flûte (aussi petite flûte), violoncelle et piano, sur des poèmes d'Évariste de Parny ;
- Trois odelettes anacréontiques, op. 13 de Maurice Emmanuel pour chant, flûte et piano, sur des poèmes de Belleau et Ronsard (aussi pour chant, flûte et orchestre) ;
- Quatre poèmes hindous de Maurice Delage pour soprano, deux flûtes, hautbois, deux clarinettes, harpe et quatuor à cordes ;
- Sept haï-kaïs de Maurice Delage pour soprano, flûte, hautbois, clarinette, piano et quatuor à cordes ;
- Le Printemps au fond de la mer de Louis Durey pour soprano et dix instruments à vent, sur un poème de Jean Cocteau ;
- Images à Crusoé de Louis Durey pour soprano et orchestre de chambre sur des poèmes d'Éloges de Saint-John Perse ;
- Éloges de Louis Durey pour chanteurs et orchestre de chambre sur des poèmes du même recueil de Saint-John Perse ;
- Rapsodie nègre de Francis Poulenc, pour baryton, flûte, clarinette, quatuor à cordes et piano, avec un texte de Makoko Kangourou (Marcel Prouille et Charles Moulié) ;
- Le Bestiaire ou Cortège d'Orphée de Francis Poulenc, pour baryton, flûte, clarinette, basson et quatuor à cordes, sur des poèmes de Guillaume Apollinaire ;
- Cocardes de Francis Poulenc, pour soprano, violon, cornet, trombone, triangle et percussion (grosse caisse et cymbale), sur un texte de Jean Cocteau ;
- Quatre poèmes de Max Jacob de Francis Poulenc, pour voix moyenne, flûte, hautbois, clarinette, basson, trompette, sur des poèmes de Max Jacob ;
- Le Bal masqué de Francis Poulenc, « cantate profane » sur un texte de Max Jacob, pour baryton (ou mezzo-soprano), hautbois, clarinette, basson, cornet, percussion, violon, violoncelle et piano ;
- Le Marteau sans maître de Pierre Boulez pour voix et six instruments, sur des poèmes de René Char ;
- Quatre chants pour franchir le seuil de Gérard Grisey, pour soprano et quinze instruments.

### En Europe
- Pierrot lunaire d'Arnold Schönberg pour soprano (en sprechgesang), piano, flûte (aussi petite flûte), clarinette (aussi clarinette basse), violon , alto et violoncelle, sur des poèmes d'Albert Giraud
- Six Lieder, op. 14 d'Anton Webern pour soprano, clarinette, clarinette basse, violon et violoncelle, sur des poèmes de Georg Trakl
- Cinq chants sacrés, op. 15 d'Anton Webern pour soprano et ensemble de musique de chambre, sur des poèmes de Peter Rosegger
- Cinq canons sur des textes latins, op. 16 d'Anton Webern pour soprano, clarinette et clarinette basse
- Trois mélodies populaires sacrées, op. 17 d'Anton Webern pour soprano, violon, clarinette et clarinette basse
- Trois Lieder, op. 18 d'Anton Webern pour soprano, clarinette en mi et guitare, sur des poèmes de Peter Rosegger
- Deux Lieder, op. 19 d'Anton Webern pour chœur mixte, célesta, guitare, violon, clarinette et clarinette basse
- Paroles tissées, de Witold Lutosławski, pour ténor, harpe, piano et orchestre à cordes, sur des poèmes de Jean-François Chabrun

### En Russie
- Trois poésies de la lyrique japonaise d'Igor Stravinsky, pour soprano, deux flûtes, deux clarinettes, piano et quatuor à cordes

### En Angleterre et aux États-Unis
- On Wenlock Edge (en) de Ralph Vaughan Williams pour ténor, piano et quatuor à cordes, sur des poèmes d'Alfred Edward Housman
- Les Illuminations, op. 18 de Benjamin Britten pour ténor et orchestre à cordes, sur des poèmes d'Arthur Rimbaud extraits des Illuminations
- Nocturne de Benjamin Britten pour ténor, sept instruments obligés et cordes, sur des poèmes de divers auteurs anglais
- Sérénade de Benjamin Britten pour ténor, cor et cordes, sur des poèmes de divers auteurs anglais
- La Belle Dame sans Merci de Wallingford Riegger, pour deux sopranos, contralto, ténor, hautbois, cor anglais, clarinette, cor, violon, alto, violoncelle, contrebasse, sur le poème de John Keats

### Au Japon
- Tableau noir de Tōru Takemitsu, pour récitant et orchestre de chambre, sur des poèmes de Kuniharu Akiyama

## Orchestrations notables
- Le Roi des aulnes, D.328 de Franz Schubert, par Hector Berlioz, Franz Liszt et Max Reger ;
- Chants et danses de la mort de Modeste Moussorgski, par Dmitri Chostakovitch ;
- Enfantines de Modeste Moussorgski, par Edison Denisov ;
- Trois Scènes enfantines, op. 18 et Quatre petites annonces, op. 21 d'Alexandre Mossolov, par Edison Denisov ;
- Deux poèmes chinois, op. 35 d'Albert Roussel, par Henri Dutilleux.